# Plaque Izanagi

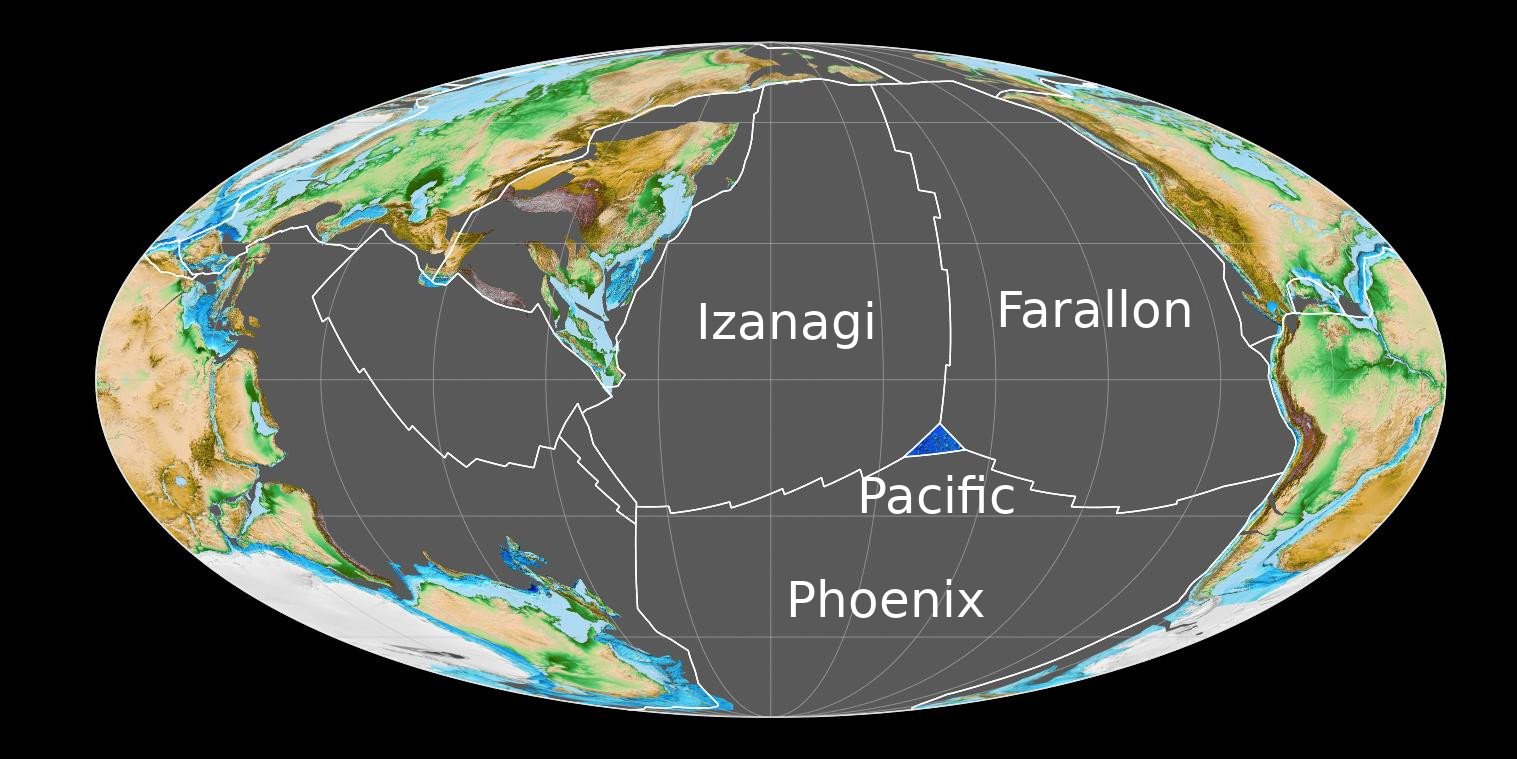
Représentation de la plaque Izanagi, de la plaque Farallon et de la plaque de Phœnix

La plaque Izanagi est une ancienne plaque tectonique de la lithosphère de la planète Terre.
Elle se situait dans le sud-ouest du futur océan Pacifique. Au nord-est, elle était séparée de la plaque Farallon par une dorsale, au nord-ouest de la plaque eurasienne par une fosse de subduction et des failles transformantes et au sud-est de la plaque pacifique par une dorsale et des failles transformantes. Elle se déplaçait vers le nord-ouest à une vitesse de cinq centimètres par an (il y a 145 millions d'années) et de 23 centimètres par an (il y a 85 millions d'années). La rapidité de déplacement de la plaque Izanagi provoqua la formation de l'archipel du Japon par la création de zones de rifting dans la plaque continentale eurasienne.
La plaque Izanagi disparut par subduction sous la plaque eurasienne en formant le volcanisme du Japon et de Sakhaline. Lorsque la plaque Izanagi disparut entièrement, c'est la plaque pacifique qui enchaîna la subduction sous la plaque eurasienne.

## Source
- (en) Géodynamique du Japon